# Churubusco (Indiana)
Pour le quartier de la delegación de Coyoacán, voir Churubusco.
La ville de Churubusco (en anglais [ˌtʃɛrəˈbʌskoʊ] ou [ˌtʃɛriˈbʌsɡoʊ]) est située dans le comté de Whitley, dans l’État de l’Indiana, aux États-Unis. Sa population s’élevait à 1 796 habitants lors du recensement de 2010, estimée à 1 823 habitants en 2017.

## Démographie
| Groupe            | Churubusco | Indiana | États-Unis |
| ----------------- | ---------- | ------- | ---------- |
| Blancs            | 97,8       | 84,3    | 72,4       |
| Métis             | 1,2        | 2,0     | 2,9        |
| Autres            | 0,5        | 11,8    | 20,0       |
| Amérindiens       | 0,3        | 0,3     | 0,9        |
| Asiatiques        | 0,2        | 1,6     | 4,8        |
| Total             | 100        | 100     | 100        |
|                   |            |         |            |
| Latino-Américains | 2,1        | 6,0     | 16,7       |

Selon l'American Community Survey, pour la période 2011-2015, 97,94 % de la population âgée de plus de 5 ans déclare parler anglais à la maison, alors que 1,67 % déclare parler l'espagnol et 0,39 % une autre langue.

## Source
- (en) Cet article est partiellement ou en totalité issu de l’article de Wikipédia en anglais intitulé « Churubusco, Indiana » (voir la liste des auteurs).

1. ↑  (en) « Churubusco, IN Population - Census 2010 and 2000 », sur censusviewer.com.
2. ↑  (en) « Population of Indiana - Census 2010 and 2000 », sur censusviewer.com.
3. ↑  (en) « Language spoken at home by ability to speak English for the population 5 years and over », sur factfinder.census.gov.